# Tilla Hohmann
Tilla Hohmann; eigentlich Mathilde Caroline Georgine Hohmann (* 5. Juni 1898 in St. Johann, heute Stadtteil von Saarbrücken; † 28. März 1991 in Aachen) war eine deutsche Schauspielerin.

## Leben
Tilla Hohmann wurde als Tochter des Ingenieurs Gustav Hohmann und seiner Ehefrau Emilie geboren. Sie erhielt von 1914 bis 1916 eine Ausbildung an der Schauspielschule Otto König in München und debütierte an den Münchner Kammerspielen in der Rolle der Thea in Frank Wedekinds Frühlings Erwachen. Ein erstes Engagement führte sie in der Spielzeit 1916/1917 an das Schauspielhaus Bremen. Weitere Stationen waren unter anderem von 1934 bis 1939 das Stadttheater Aachen, das  Deutsche Schauspielhaus (1942 bis 1946) und die Kammerspiele (1946 bis 1953) in Hamburg. Ab 1953 war sie wiederum Ensemblemitglied am Stadttheater Aachen und dort 1959 in dem Stück Brocéliande des französischen Dramatikers Henry de Montherlant zu sehen. Am 20. September 1985 konnte Tilla Hohmann im Aachener Stadttheater ihr 70-jähriges Bühnenjubiläum feiern.
Hohmann spielte auch in einigen Film- und Fernsehproduktionen mit. Darunter befanden sich 1949 das Filmdrama Schicksal aus zweiter Hand von Wolfgang Staudte mit Ernst Wilhelm Borchert, Marianne Hoppe, Erich Ponto und Albert Florath, 1952 das Krimi-Melodram Unter den tausend Laternen von Erich Engel mit Michel Auclair, Gisela Trowe und Inge Meysel und 1959 der Fernsehfilm  Peterchens Mondfahrt von Gerhard F. Hering mit Lola Müthel, Dirk Dautzenberg und Margot Trooger.
Hohmann hat darüber hinaus in einigen Hörspielen mitgewirkt und war zudem vereinzelt als Synchronsprecherin tätig.

## Filmografie
- 1949: Schicksal aus zweiter Hand
- 1950: Absender unbekannt
- 1950: Hafenmelodie
- 1950: Mädchen mit Beziehungen
- 1951: Das gestohlene Jahr
- 1952: Gift im Zoo
- 1952: Die Stimme des Anderen
- 1959:  Peterchens Mondfahrt (Fernsehfilm)

## Hörspiele (Auswahl)
- 1952: Die Andere und ich – Regie: Gustav Burmester
- 1952: Pole Poppenspäler – Regie: Werner Perray
- 1952: Gestatten, mein Name ist Cox (8 Teile) – Regie: Hans Gertberg
- 1968: Unwiederbringlich – Regie: Heinz-Wilhelm Schwarz

## Synchronisation
- 1950: Die Rivalin
- 1953: Moulin Rouge
- 1954: Der Arzt und das Mädchen